# Procurator
Een procurator is de titel van een Romeinse ambtenaar. Procuratoren waren gewoonlijk afkomstig uit de equites, de tweede stand in de Romeinse samenleving. Oorspronkelijk had een procurator vooral een financiële functie, maar in de keizertijd werd de term steeds vaker gebruikt voor bestuurders van gebieden die onder keizerlijk toezicht stonden. Na de hervormingen die keizer Claudius doorvoerde in het bestuur van het Romeinse Rijk, droegen bestuurders van kleinere, maar tot opstand geneigde provincies de titel procurator. Eerdere bestuurders van dergelijke gebieden droegen de titel praefectus, zonder dat er sprake was van een noemenswaardig verschil in functie. Een voorbeeld van zo'n provincie die aanvankelijk door prefecten werd bestuurd, maar vanaf Claudius door procuratoren is de Romeinse provincie Judea.

## Moderne betekenissen
- Rusland Procuratura van de Russische Federatie
- Venetië Procuratura van San Marco